# Chudasama

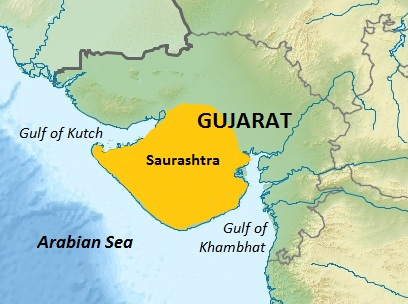
Halbinsel Saurashtra/Kathiawar

Die rajputische Chudasama-Dynastie herrschte vom 9. bis zum 15. Jahrhundert von Vanthli, später von Junagadh aus, über Teile der Halbinsel Saurashtra/Kathiawar im heutigen indischen Bundesstaat Gujarat. Sie beanspruchten eine Abstammung von der mythischen hinduistischen Monddynastie.

## Geschichte
Der Ursprünge der Dynastie liegen im Dunkeln; angeblich war ihr Gründer ein gewisser Chudachandra, von dem eigentlich nur der Name bekannt ist. Weitere überlieferte Namen wie Graharipu, Navaghana und Khengara lassen sich zeitlich nicht exakt einordnen; sie werden grob im 10., 11. und 12. Jahrhundert angesiedelt.
Die Chudasamas befanden sich zunächst in ständigen Konflikten mit der Solanki-Dynastie, später dann mit der kurzlebigen Vaghela-Dynastie. Angeblich im späten 11. Jahrhundert verlegte Navaghana den Sitz der Hauptstadt nach Junagadh. Der erste zeitlich fassbare Chudasama-Herrscher war Mandalika I. (reg. 1294–1306); sein späterer Nachfolger Mandalika III. (reg. 1451–1472) musste sich Mahmud Begada (reg. 1458–1511), dem Sultan von Gujarat, ergeben und sogar zum Islam übertreten; die Hauptstadt Junagadh wurde in Mustafabad umbenannt.

## Bauten
Hauptsächlich der Chudasama-Herrscher Navaghana betätigte sich als Bauherr des – später von Mahmud Begada umgestalteten – Uparkot-Forts zu Füßen des Berges Girnar bei Junagadh. Auch die beiden Stufenbrunnen Navghan Kuvo und Adi Kadi Vav sollen auf seine Initiative zurückgehen. Einem Minister seines späteren Nachfolgers Khengara wird der Bau der Stufenbrunnens Ra Khengar Vav zugeschrieben.